# Lovely Complex (jeu vidéo)
Pour les articles homonymes, voir Lovely Complex.
 (janvier 2025).
Si vous disposez d'ouvrages ou d'articles de référence ou si vous connaissez des sites web de qualité traitant du thème abordé ici, merci de compléter l'article en donnant les références utiles à sa vérifiabilité et en les liant à la section « Notes et références ».
Lovely Complex est un jeu vidéo d'aventure sorti le 13 juillet 2006, édité par AQ Interactive et disponible uniquement au Japon.
Il est basé sur le manga Lovely Complex.